# Pimelea tomentosa
Pimelea tomentosa är en tibastväxtart som först beskrevs av J. R. och G. Forst., och fick sitt nu gällande namn av George Claridge Druce. Pimelea tomentosa ingår i släktet Pimelea och familjen tibastväxter. Inga underarter finns listade i Catalogue of Life.